# Post-grunge
Muzica post-grunge este un subgen al rockului alternativ și Hard rock care s-a format la mijlocul anilor '90, fiind un derivat al muzicii grunge, utilizând sunetul și estetica sa, dar cu un ton mult mai acceptabil comercial. Asta au făcut-o și trupe cunoscute de post-grunge precum Foo Fighters, Nickelback, Creed, și Matchbox Twenty pe durata succesului comercial al acțiunilor rock de la sfârșitul anilor '90 - începutul anilor 2000.